# Mesofyt
Een mesofyt (Oudgrieks: μέσος, mesos = midden en φυτόν, phuton = plant) is een plant die aan een matig vochtig milieu is aangepast door de vorming van grotere en dunnere bladeren dan xerofyten. Mesofyten vormen de grootste ecologische groep van landplanten. Ze komen voor in warme, vochtige en gematigde klimaten.
Een voorbeeld van een mesofytische habitat is grasland in een gematigd, vochtig klimaat. Naast grassen kunnen hierin voorkomen: veldzuring, rode klaver en gewone margriet.